# Alexa Gray
Pour les articles homonymes, voir Gray.
Alexa Lea Gray, née le 7 août 1994 à Lethbridge au Canada, est une joueuse canadienne de volley-ball évoluant au poste de réceptionneuse-attaquante.
Elle mesure 1,85 m et joue pour l'équipe du Canada depuis 2017.

## Biographie

### Vie personnelle
Elle étudie à la Centennial High School (en) de Calgary, au Canada, où elle commence à jouer au volley-ball avec l'équipe des Dinos. Avec cette dernière, elle remporte des titres de champion provinciaux (catégories : moins de 15 ans et 17 ans) et nationaux (moins de 16 ans et 17 ans). Durant cette période, elle pratique également le rugby et le basket-ball.
Alexa Gray attribue sa motivation à sa défunte mère, Stacey French, qui fut également une joueuse universitaire (basket-ball), du sud de l'Utah (en). A ses 13 ans, elle et sa sœur ont survécu à un accident de voiture qui coutât la vie à sa mère. Les faits ont lieu dans l'État du Montana aux États-Unis et impliquent un wapiti qui heurta le véhicule, lui faisant effectuer plusieurs tonneaux. Son père, Evric Gray (en), est un ancien basketteur de l'Université du Nevada à Las Vegas et actuel entraîneur de la discipline dans des catégories jeunes.
Gray est mormon, et choisit d'entrer en 2012 à l'Université Brigham-Young.

### Carrière

#### Universitaire
De 2012 à 2015, elle évolue pour l'équipe de Brigham (en). Lors de sa première saison en 2012, elle est nommée Freshman de l'année de la West Coast Conference. Elle remporte à nouveau le titre de joueuse de la Conférence en 2014 et 2015. En 2014, elle aide son équipe à terminer deuxième sur le plan national.

#### En club
Elle commence sa carrière professionnelle lors de l'exercice 2016-2017, au sein de l'équipe sud-coréenne du GS Caltex Seoul (en). 
Lors de la saison 2022-2023, elle réalise le quadruplé Championnat du monde des clubs (en), Championnat, Coupe et Supercoupe avec le club italien d'Imoco Conegliano. Au terme de la saison, elle est également désignée meilleure joueuse de Serie A1.

### Équipe nationale canadienne
Elle intègre l'équipe du Canada lors de la saison internationale 2017. 
Elle participe au Championnat du monde 2018, à la Coupe panaméricaine 2018 et au Championnat d'Amérique du Nord 2019, deux dernières compétitions où sa sélection termine à la 3e place. 
Elle est élue meilleure joueuse des qualifications de la Challenger Cup 2019 (en), avant de disputer le tournoi final, que le Canada remporte cette même année.

## Clubs
- GS Caltex Seoul KIXX (en) (2016–2017)
- Volley Soverato (2017–2018)
- VBC Casalmaggiore (2018–2019)
- VolAlto Caserta (it) (jui.2019–déc.2019)
- SDB Scandicci (it) (jan.2020–juin 2020)
- FV Busto Arsizio (2020–2022)
- Imoco Conegliano (2022–2023)
- Eczacıbaşı Istanbul (2023–)

## Palmarès

### En sélection nationale
- Challenger Cup (1) :
  - Vainqueur en 2019.

- Coupe panaméricaine :
  - 3e place en 2018.

- Championnat d'Amérique du Nord :
  - 3e place en 2019.

### En club
- Championnat du monde des clubs (1) :
  - Vainqueur : 2022 (en).

- Championnat d'Italie (1) :
  - Vainqueur en 2023.

- Coupe d'Italie (1) :
  - Vainqueur : 2023.

- Supercoupe d'Italie (1) :
  - Vainqueur : 2022.
  - Finaliste : 2020.

### Universitaire
- Championnat NCAA :
  - Finaliste : 2014.

### Distinctions individuelles
- Championnat d'Amérique du Nord des moins de 18 ans 2010 — Meilleure pointue.
- Championnat NCAA 2014 — Meilleure réceptionneuse-attaquante.
- Challenger Cup 2019 (qualifications) (en) — Meilleure joueuse.
- Challenger Cup 2019 — Meilleure marqueuse.
- Challenger Cup 2019 — Meilleure réceptionneuse-attaquante.
- Challenger Cup 2019 — Meilleure attaquante.
- Championnat d'Amérique du Nord 2019 — Meilleure réceptionneuse-attaquante.
- Championnat d'Italie 2022-2023 (it) — Meilleure joueuse.